# Війна цін
Війна́ цін — тривале одночасне зниження цін на продукцію фірм олігопольної галузі, при якому фірми сподіваються збільшити обсяги продажу, що приносить фірмам вигоду. 
Війною така політика називається через те, що збільшення обсягів продажу як правило відбувається за рахунок переманювання нижчою ціною споживачів продукції інших підприємств, або ж іншими словами збільшення власної частки ринку за рахунок конкурентів. Тобто це спосіб конкурентної боротьби. 
Війна цін призводить до зниження цін, збільшення попиту на продукцію і як результат збільшення обсягів збуту та виробництва. Однак дуже часто зростання обсягів збуту не компенсує зменшення обороту через зниження цін, також майже завжди зниження цін супроводжується зниженням рівня рентабельності продукції. Окрім того, оскільки війна цін є методом конкурентної боротьби як правило одночасно фірми збільшують витрати на нецінові методи конкуренції. 
Як результат війна цін є одним з найтяжчих та найвиснажливіших способів конкурентної боротьби. Як і у випадку тотальної війни виграє як правило той хто має більше ресурсів. 
Зараз у зв'язку зі зростанням факторів нецінової конкуренції підприємства стараються не втягуватися у цінові війни. Однак ціна була, є та залишиться в майбутньому одним з найголовніших факторів вибору товару споживачами, то ж підстав говорити про повне зникнення цінових воєн немає. Війна цін залишається дуже ефективним хоч і дуже витратним та ризикованим способом конкурентної боротьби. 
Не кожен випадок цінової конкуренції може вважатися ціновою війною. В разі коли після зниження ціни одним з підприємств інші підприємства не відповідають тим самим війни цін немає.
Війни цін не вигідні підприємствам оскільки вимагають значних фінансових ресурсів і як правило ведуть до зниження прибутку але вигідні споживачам оскільки призводять до зниження цін.

## Атака
Атака — цінова політика, застосовувана компаніями, що бажають посісти провідну позицію на ринку, причому стадія життєвого циклу товару в момент початку атаки не має значення.